# Lijst van afleveringen van Rocket Power
Dit is een lijst van afleveringen van de animatieserie Rocket Power.

## Seizoen1
| Engels     | Engels                               | Engels                               |  | Nederlands                           | Nederlands                           |
| Aflevering | Titel Eerste Aflevering (11 minuten) | Titel Tweede Aflevering (11 minuten) |  | Titel Eerste Aflevering (11 minuten) | Titel Tweede Aflevering (11 minuten) |
| ---------- | ------------------------------------ | ------------------------------------ |  | ------------------------------------ | ------------------------------------ |
| 01         | New Squid In The Block               | Down the Drain                       |  | De nieuwkomer                        | In de afvoer                         |
| 02         | Secret Spot                          | Ice Queens                           |  | De geheime plek                      | IJskoninginnen                       |
| 03         | Otto 3000                            | Night Prowlers                       |  | Otto 3000                            | Insluipers                           |
| 04         | Happy Luau to You-Au                 | Rocket Rescue                        |  | Lang zal ze leven                    | Rocket Redding                       |
| 05         | Twister's Cuz                        | Big Thursday                         |  | Twister`s neef                       | Dolle Donderdag                      |
| 06         | Rocket Girls                         | Father's Day Off                     |  | Rocket Meiden                        | Vaders Vrije Dag                     |
| 07         | Powergirl Surfers                    | Twisted Cinema                       |  | Powergirl Surfers                    | Twisters film                        |
| 08         | "D" is For Dad                       | Banned on the Run                    |  | Zo vader, zo zoon                    | Verboden te spelen                   |
| 09         | Super McVarial 900                   | Loss of Squid                        |  | Super McVarial 900                   | Zonder Squid                         |
| 10         | Blader Bowl                          | Total Luger                          |  | Blader Bowl                          | De onbetwiste kampioen               |
| 11         | Rainy Days & Sundaes                 | Zine Dreams                          |  | Regen en IJsjes                      | Het staat in de krant                |
| 12         | Hawaii Blues                         | Lost and Find                        |  | Hawaï Blues                          | Verdwaald En Weer Gevonden           |
| 13         | Fall & Rise of Sam                   | Typhoid Sam                          |  | Al doende leert sam                  | De Fuijigriep                        |
| 14         | The Night Before                     | Violet's Violet                      |  | Spooknacht                           | Violets viooltjes                    |
| 15         | The Wrath of Don                     | Safety Patrol Sam                    |  | Een held met een handicap            | Superjuut Sam                        |
| 16         | Reggie and a Net                     | The Great Sandcastle Race            |  | De gekneusde mannenberg              | De Zandkastelenwedstrijd             |
| 17         | Escape From Lars Mountain            | It Was a Dark and Stormy Day         |  | De ontsnapping van de berg Daan      | Een Donkere En Stormachtige Avond    |
| 18         | The Aloha Kid                        | Otto Mobile                          |  | Groeten van Hawaï                    | Ottomobiel                           |
| 19         | Big Air Dare                         | Otto's Big Break                     |  | Hoogmoed komt voor de val            | Otto's Grote Doorbraak               |
| 20         | Snow Day                             | Welcome to the Club                  |  | Sneeuwvrij                           | Welkom bij de club                   |
| 21         | All About Sam                        | Half-Twister                         |  | Sam is te veel                       | Twister moet weg                     |
| 22         | Twisting Away                        | The Spot Remover                     |  |                                      |                                      |

## Seizoen 2
| Engels     | Engels                               | Engels                               |  | Nederlands                           | Nederlands                           |
| Aflevering | Titel Eerste Aflevering (11 minuten) | Titel Tweede Aflevering (11 minuten) |  | Titel Eerste Aflevering (11 minuten) | Titel Tweede Aflevering (11 minuten) |
| ---------- | ------------------------------------ | ------------------------------------ |  | ------------------------------------ | ------------------------------------ |
| 23         | Rocket Repairs                       | Say Hello to Cement Head             |  | Rocket Reparaties                    | Cementkop                            |
| 24         | Shark Bait                           | A Shot in the Park                   |  | Haaienvoer                           | Actie in het park                    |
| 25         | Radical New Equipment                | Tito's Lucky Shell                   |  | Nieuwe uitrusting                    | Tito's geluk schelp                  |
| 26         | The Longest Day                      | Ottoman and the Sea                  |  | De Langste Dag                       | Otto en de zee                       |
| 27         | Mr. B is in The House                | Earnest Otto                         |  | Mr. B staat op zijn strepen          | Eerlijk duurt het langst             |
| 28         | The Good Housekeeping Seal           | What's That Smell?                   |  | Een zeehond als vriend               | Wat een lucht!                       |
| 29         | Legends and Their Falls              | Welcome to Ottoworld                 |  | Winnen is niet alles                 | Welkom in Ottoland                   |
| 30         | It Came From Planet Merv             | Netherworld Night                    |  | Het Kwam Van Planeet Merv            | Logeren in de onderwereld            |
| 31         | Back Bowl                            | Game Day                             |  | Gevaar op Mount Baldy                | Rocketball                           |
| 32         | Hurricane Maurice                    | Reggie's Choice                      |  | Orkaan Maurice                       | Reggies keuze                        |
| 33         | Here's the Twist                     | Sam: King of Kickball                |  | 1 april                              | Sam, de kickbal kampioen!            |
| 34         | Channel Surfing                      | Outta My Pit!                        |  | De gevaarlijke vaargeul              | Strijd om de pit                     |
| 35         | That Old Skateboard                  | Follow the Leader                    |  | Het gevonden skateboard              | Volg de leider                       |
| 36         | Tito Time                            | The Return of Clio                   |  | Tito Tijd                            | De terugkeer van Clio                |
| 37         | Capture the Flag                     | The Jinx                             |  | Verover de Vlag                      | De Vloek                             |
| 38         | Bruised Man's Curve                  | Pool's Out Forever                   |  | De Gekneusde Mannenberg              | Het Nieuwe Zwembad                   |
| 39         | Double-O Twistervision               | Womp Race 2000                       |  | Nul-nul Twister                      | Womp Race 2000                       |
| 40-42      | The Race Across New Zealand          | The Race Across New Zealand          |  | De Race Door Nieuw-Zeeland           | De Race Door Nieuw-Zeeland           |
| 43         | Losers Weepers                       | Reggie: The Movie                    |  | De pechvogel                         | Reggie: De Film                      |

## Seizoen 3
| Engels     | Engels                               | Engels                               |  | Nederlands                           | Nederlands                           |
| Aflevering | Titel Eerste Aflevering (11 minuten) | Titel Tweede Aflevering (11 minuten) |  | Titel Eerste Aflevering (11 minuten) | Titel Tweede Aflevering (11 minuten) |
| ---------- | ------------------------------------ | ------------------------------------ |  | ------------------------------------ | ------------------------------------ |
| 44         | The Lingos                           | Shack Attack                         |  | Taalgebruik                          | De strijd om de shack                |
| 45         | To Be Otto Not to Be                 | Reggie/Regina                        |  | Otto is niet zichzelf                | Reggie/Regina                        |
| 46         | Reggie's Pen is Mightier...          | Kayaks Amok                          |  | Reggie`s pen is machtiger            | Kajak chaos                          |
| 47         | Tito Sitting                         | There's Something About Breezy       |  | Tito de oppas                        | Op Avontuur Met Breezy               |
| 48         | Beach Boyz & a Girl                  | X-Treme Ideas                        |  | Beach Boys En Girls                  | Extreme Ideeën                       |
| 49         | Less Than Full Otto                  | Card Sharked                         |  | Otto op halve kracht                 | Van De Kaart Zijn                    |
| 50         | Home Sweet Home                      | What a Tangled Web We Ski            |  | Oost West, Thuis Best                | Verwarrende web                      |
| 51         | Enter the Hawk-Trix                  | Vert vs. Street                      |  | In het Haviksnest                    | De Verts tegen de Streets            |
| 52         | Twister's Hat                        | Tito-Thon                            |  | Twisters pet                         | Tito-Thon                            |
| 53         | Rad Rover Come Over                  | Extreme Nerd                         |  | Zwerfhond                            | De beslissende strijd                |
| 54         | Cinco De Twisto                      | Saving Lt. Ryan                      |  | Cinco De Twisto                      | Red luitenant Ryan                   |
| 55         | Summer Breezy                        | Sammy's Fortune                      |  | Zomer Breezy                         | Sammy's Toekomst                     |
| 56         | Major Scrummage                      | Snow Bounders                        |  | Rugby Rage                           | Een Sneeuwstorm Op Komst             |
| 57         | Merv Links to Otto                   | Big Air                              |  | Merv En Otto Op De Golfbaan          | Op Adem Komen                        |
| 58         | Missile Crisis                       | Falsely Alarmed                      |  | De Raketcrisis                       | Vals Alarm                           |
| 59         | Twisting Places                      | Power Play                           |  | Identiteitscrisis                    | De Grote Finale                      |
| 60         | Sim Sammy                            | Otto Hangs 11                        |  | Sim Sammy                            | De Magische 11                       |

## Seizoen4
| Engels     | Engels                               | Engels                               |  | Nederlands                           | Nederlands                           |
| Aflevering | Titel Eerste Aflevering (11 minuten) | Titel Tweede Aflevering (11 minuten) |  | Titel Eerste Aflevering (11 minuten) | Titel Tweede Aflevering (11 minuten) |
| ---------- | ------------------------------------ | ------------------------------------ |  | ------------------------------------ | ------------------------------------ |
| 61         | Twist of Fate                        | Twist of Fate                        |  | Twist van het Lot                    | Twist van het Lot                    |
| 62         | A Rocket X-Mas                       | A Rocket X-Mas                       |  | Een Rocket Kerstmis                  | Een Rocket Kerstmis                  |
| 63-65      | Reggie's Big (Beach) Break           | Reggie's Big (Beach) Break           |  | Reggies grote (strand)doorbraak      | Reggies grote (strand)doorbraak      |
| 66-68      | Island of the Menehune               | Island of the Menehune               |  | Eiland Van De Menehune               | Eiland Van De Menehune               |
| 69         | New Girl on the Block                | After Shocked                        |  | Een nieuw meisje in de buurt         | Naschokken                           |
| 70-71      | The Big Day                          | The Big Day                          |  | De Grote Dag                         | De Grote Dag                         |